# Smârdan (okręg Botoszany)
Smârdan – wieś w Rumunii, w okręgu Botoszany, w gminie Suharău. W 2011 roku liczyła 618 mieszkańców.